# Copa Chile de Básquetbol 2023
La Copa Chile de Básquetbol 2023 (conocida por razones de patrocinio como Copa Chile CDO by Cecinas Llanquihue fue la 11.ª edición del torneo de copa de básquetbol organizado por la Liga Nacional de Básquetbol de Chile y se jugó entre el 29 de septiembre y el 18 de diciembre de 2023.
Universidad de Concepción se coronó campeón, obteniendo se tercer título y seguido de forma consecutiva.

## Sistema de Campeonato

### Fase Zonal
Los 13 equipos se dividirán en dos grupos. Jugarán en el formato de todos contra todos a dos ruedas, los 4 primeros de cada grupo avanzarán  los play-off en busca del título. 

### Play-Off
Los 8 equipos se enfrentarán en llaves en el formato de eliminación directa, al mejor de 3 enfrentamientos. Los 4 equipos que ganen sus respectivas llaves, avanzarán al Final Four.

### Final Four
Se jugaran las semifinal y Final a partido único. todos los duelos se jugaran en el Monumental María Gallardo.

## Equipos participantes
| Club                         | Región                 | Ciudad       |
| ---------------------------- | ---------------------- | ------------ |
| CD Colegio Los Leones        | Región de Valparaíso   | Quilpué      |
| CD Universidad Católica      | Región Metropolitana   | Las Condes   |
| Municipal Puente Alto        | Región Metropolitana   | Puente Alto  |
| Español de Talca             | Región del Maule       | Talca        |
| CD Universidad de Concepción | Región del Biobío      | Concepción   |
| CD Liceo Pablo Neruda        | Región de La Araucanía | Temuco       |
| CD Las Ánimas                | Región de Los Ríos     | Valdivia     |
| CD Valdivia                  | Región de Los Ríos     | Valdivia     |
| ABA Ancud                    | Región de Los Lagos    | Ancud        |
| Atlético Puerto Varas        | Región de Los Lagos    | Puerto Varas |
| CEB Puerto Montt             | Región de Los Lagos    | Puerto Montt |
| Deportes Castro              | Región de Los Lagos    | Castro       |
| Español de Osorno            | Región de Los Lagos    | Osorno       |

## Fase de grupos

### Grupo A
| Equipo                    | Pts | PJ | PG | PP | PF  | PC  | Dif  |
| ------------------------- | --- | -- | -- | -- | --- | --- | ---- |
| Colegio Los Leones        | 19  | 10 | 9  | 1  | 837 | 607 | +230 |
| Universidad de Concepción | 19  | 10 | 9  | 1  | 986 | 646 | +340 |
| Municipal Puente Alto     | 15  | 10 | 5  | 5  | 695 | 623 | +72  |
| Universidad Católica      | 14  | 10 | 4  | 6  | 613 | 709 | -96  |
| Liceo Pablo Neruda        | 10  | 10 | 0  | 10 | 598 | 818 | -220 |
| Español de Talca          | 10  | 10 | 0  | 10 | 562 | 888 | -326 |

### Grupo B
| Equipo                | Pts | PJ | PG | PP | PF   | PC   | Dif  |
| --------------------- | --- | -- | -- | -- | ---- | ---- | ---- |
| AB Ancud              | 22  | 12 | 10 | 2  | 1062 | 902  | +160 |
| Español de Osorno     | 21  | 12 | 9  | 3  | 960  | 823  | +137 |
| Deportivo Valdivia    | 21  | 12 | 9  | 3  | 927  | 857  | +70  |
| Atlético Puerto Varas | 18  | 12 | 6  | 6  | 949  | 914  | +35  |
| Las Ánimas            | 18  | 12 | 6  | 6  | 958  | 930  | +28  |
| Deportes Castro       | 13  | 12 | 1  | 11 | 879  | 1021 | -142 |
| CEB Puerto Montt      | 13  | 12 | 1  | 11 | 780  | 1068 | -288 |

## Play-Off
|  | Cuartos de final          | Cuartos de final          | Cuartos de final   | Cuartos de final   |    |                           | Semifinal                 | Semifinal | Semifinal |           |                           | Final                     | Final             | Final |  |
|  |                           |                           |                    |                    |    |                           |                           |           |           |           |                           |                           |                   |       |  |
|  |                           |                           |                    |                    |    |                           |                           |           |           |           |                           |                           |                   |       |  |
|  | Universidad de Concepción | Universidad de Concepción | 81                 | 91                 |    |                           |                           |           |           |           |                           |                           |                   |       |  |
|  | Universidad de Concepción | Universidad de Concepción | 81                 | 91                 |    |                           |                           |           |           |           |                           |                           |                   |       |  |
|  | Puente Alto               | Puente Alto               | 44                 | 85                 |    |                           |                           |           |           |           |                           |                           |                   |       |  |
|  | Puente Alto               | Puente Alto               | 44                 | 85                 |    | Universidad de Concepción | Universidad de Concepción | 86        |           |           |                           |                           |                   |       |  |
|  |                           |                           |                    |                    |    | Universidad de Concepción | Universidad de Concepción | 86        |           |           |                           |                           |                   |       |  |
|  |                           |                           | AB Ancud           | AB Ancud           | 63 |                           |                           |           |           |           |                           |                           |                   |       |  |
|  | Atlético Puerto Varas     | Atlético Puerto Varas     | AB Ancud           | AB Ancud           | 63 | 65                        | 75                        |           |           |           |                           |                           |                   |       |  |
|  | Atlético Puerto Varas     | Atlético Puerto Varas     |                    |                    |    |                           |                           |           |           |           |                           |                           |                   |       |  |
|  | AB Ancud                  | AB Ancud                  | 72                 | 93                 |    |                           |                           |           |           |           |                           |                           |                   |       |  |
|  | AB Ancud                  | AB Ancud                  | 72                 | 93                 |    |                           |                           |           |           |           | Universidad de Concepción | Universidad de Concepción | 76                |       |  |
|  |                           |                           |                    |                    |    |                           |                           |           |           |           | Universidad de Concepción | Universidad de Concepción | 76                |       |  |
|  |                           |                           | Colegio Los Leones | Colegio Los Leones | 66 |                           |                           |           |           |           |                           |                           |                   |       |  |
|  | Español de Osorno         | Español de Osorno         | Colegio Los Leones | Colegio Los Leones | 66 | 61                        | 66                        |           |           |           |                           |                           |                   |       |  |
|  | Español de Osorno         | Español de Osorno         |                    |                    |    |                           |                           |           |           |           |                           |                           |                   |       |  |
|  | CD Valdivia               | CD Valdivia               | 45                 | 65                 |    |                           |                           |           |           |           |                           |                           |                   |       |  |
|  | CD Valdivia               | CD Valdivia               | 45                 | 65                 |    | Español de Osorno         | Español de Osorno         | 65        |           |           | Tercer lugar              | Tercer lugar              | Tercer lugar      |       |  |
|  |                           |                           |                    |                    |    | Español de Osorno         | Español de Osorno         | 65        |           |           | Tercer lugar              | Tercer lugar              | Tercer lugar      |       |  |
|  |                           |                           | Colegio Los Leones | Colegio Los Leones | 72 |                           |                           |           |           |           |                           |                           |                   |       |  |
|  | Universidad Católica      | Universidad Católica      | Colegio Los Leones | Colegio Los Leones | 72 | 42                        | 69                        |           |           | ABA Ancud | ABA Ancud                 | 100                       |                   |       |  |
|  | Universidad Católica      | Universidad Católica      |                    |                    |    |                           |                           |           |           | ABA Ancud | ABA Ancud                 | 100                       |                   |       |  |
|  | Colegio Los Leones        | Colegio Los Leones        | 84                 | 76                 |    |                           |                           |           |           |           |                           | Español de Osorno         | Español de Osorno | 91    |  |
|  | Colegio Los Leones        | Colegio Los Leones        | 84                 | 76                 |    |                           |                           |           |           |           |                           | Español de Osorno         | Español de Osorno | 91    |  |
|  |                           |                           |                    |                    |    |                           |                           |           |           |           |                           |                           |                   |       |  |

## Campeón
|                                       |
| Universidad de Concepción 3.er título |
|                                       |